# Kinnekulle kantäpple
Kinnekulle kantäpple är en äppelsort som har sitt ursprung, som namnet antyder, i Kinnekulle i Västergötland, Sverige. Äpplet som är medelstort har ett skal som är rött och närmast grönaktigt - och prickigt. Köttet som är grovt och fast har en något syrlig och aromatisk smak. Kinnekulle kantäpple mognar i november och kan därefter förvaras till januari. Äpplet passar både som ätäpple som i köket. I Sverige odlas Kinnekulle kantäpple gynnsammast i zon 1-2.